# Huracán Abby (1960)
El huracán Abby fue el segundo ciclón tropical y la primera tormenta con nombre de la Temporada de huracanes del Atlántico de 1960. Abby probablemente se originó de una onda tropical que se encontraba en las inmediaciones de las Antillas Menores. El 10 de julio, el sistema fue clasificado como la depresión tropical Uno. Esta calificación como la depresión tropical Uno fue debido a que el primer ciclón tropical de la temporada pasó desapercibido. Abby rápidamente se convirtió en huracán y se saltó la etapa de tormenta tropical. El huracán pasó por las Islas de Barlovento como un huracán pequeño, un poco más tarde.
Alcanzó su punto máximo como un huracán de categoría 2 antes de debilitarse de nuevo. Abby drásticamente se debilitó a una tormenta tropical mínima unos días después. La tormenta se volvió a convertir en un huracán que viajó paralelo a la costa de Honduras. Tocó tierra en Honduras Británica (ahora conocido como Belice) el 15 de julio. Abby se disipó sobre México más tarde al día siguiente. Los restos de Abby en última instancia se convirtieron en el huracán Celeste en el Pacífico.
A pesar de pasar sobre o cerca de varios países, el impacto fue relativamente ligero en tierra, dando como resultado tan solo 600.000 dólares (1960 USD, 4,41 millones dólares 2010 USD) en daños y seis muertes.

## Historia meteorológica

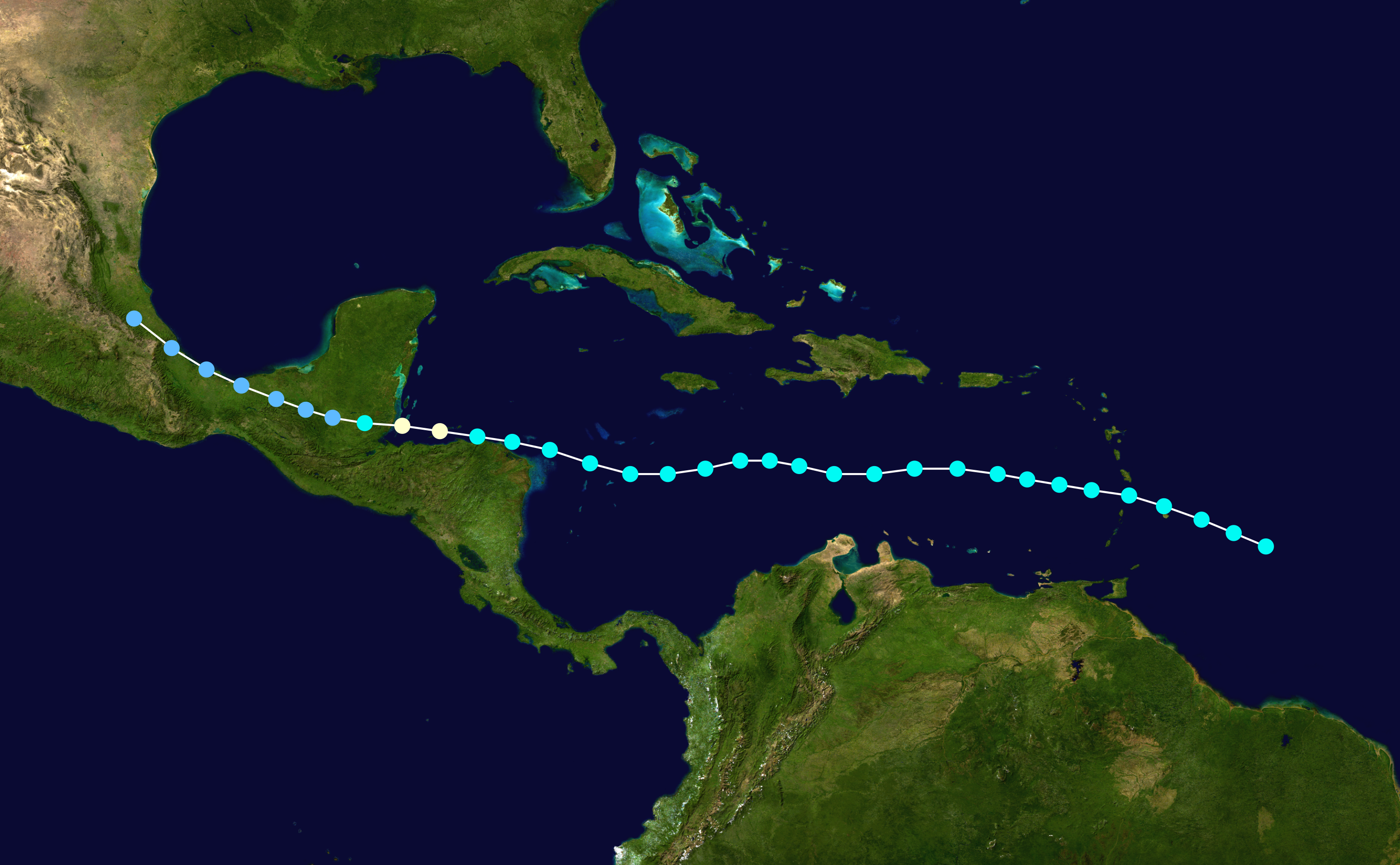
Recorrido de la tormenta.

Abby, posiblemente se originó a partir de un ciclón tropical unos días antes en las proximidades de las Antillas Menores. Barcos y unas pocas estaciones meteorológicas informaron de la existencia de un ciclón tropical. El 9 de julio, se clasificó funcionalmente como una tormenta tropical, análisis posteriores demostraron que solo era una depresión tropical. La depresión pasó cerca de Barbados a principios del 10 de julio, antes de un rápido fortalecimiento y de convertirse en huracán. Aceleró hacia el oeste y llegó a tierra en Santa Lucía como un huracán de categoría 1. Abby surgió en el Mar Caribe unas pocas horas más tarde. Se dirigió hacia el oeste, y se reforzó gradualmente. El 11 de julio, el huracán Abby había alcanzado su máxima intensidad en unos 155 km/h (100 mi/h) un huracán de categoría 2. La intensidad del huracán Abby comenzó a bajar de forma gradual, aunque de nuevo se fortaleció ligeramente en el Caribe, a partir de entonces, el huracán Abby comenzó a debilitarse rápidamente. Abby fue degradada a tormenta tropical en la mañana del 13 de julio, cuando su centro se encontraba aproximadamente a 222 millas (357 km) al sur de Kingston, Jamaica. Apenas seis horas después, la tormenta tropical Abby tenía vientos máximos sostenidos de solo 45 mph (75 km / h). La tormenta tropical Abby volvió a fortalecerse a un ritmo relativamente rápido, ya que se acerca de nuevo la categoría de huracán cuando pasó justo al norte de Honduras el 14 de julio.
En la tarde del 14 de julio había vuelto a fortalecerse en huracán.Pasó sobre la isla de Roatán cerca de la medianoche (EDT) el 15 de julio. Hizo una tercera y última entrada en tierra el 15 de julio cuando se trasladó al interior sobre Honduras Británica (actualmente conocido como Belice). Abby fue degradada a tormenta tropical solo unas horas más tarde sobre la tierra, era solo un pequeño huracán al tocar tierra. Mientras la tormenta tropical Abby se acercó a la frontera de Guatemala y México, se había debilitado aún más a una depresión tropical. La depresión tropical Abby se disipa en el estado mexicano de Tabasco el 16 de julio. Los restos cruzaron México al Océano Pacífico y se transformaron en el huracán Celeste el 20 de julio. Celeste duró dos días en el Pacífico antes de disiparse el 22 de julio.

## Preparativos e impacto
Hubo muchos avisos y alertas emitidos durante el paso del huracán Abby por todo el Caribe. Algunas advertencias de vendaval se emitieron desde las Granadinas a Guadalupe a partir del 10 de julio. Alrededor de 1600 UTC más tarde ese día, un aviso de huracán fue emitida para las Islas Vírgenes y Puerto Rico. Varias horas más tarde, el aviso se amplió para incluir República Dominicana y Haití. Todas las advertencias continuaron durante un tiempo desconocido.
El huracán Abby pasó por Barbados como una depresión tropical, que se tradujo en un efecto mínimo. Los vientos máximos sostenidos en Barbados fueron de 37 km/h (22,99 mph), mientras que se registraron ráfagas de hasta 60 km/h (37,28 mph). No se conoce ningún otro efecto en Barbados.
Santa Lucía se llevó la peor parte de la tormenta, cuando el huracán tocó tierra como un huracán de categoría 1. Las precipitaciones en la isla ascendieron a 172,72 mm (6,80 plg). Vientos de tormenta tropical se registraron en la isla el 10 de julio, aunque no hubo vientos huracanados. Además, un techo se derrumbó en una casa, matando a seis de los residentes que vivían allí. El paso del huracán Abby también produjo 435.000 dólares (1960 USD, $4.48 millones 2025 USD) en daños en Santa Lucía.
Martinica estaba cerca de la ruta del huracán Abby, y hubo algunos efectos. El Aeropuerto Internacional de Martinica Aimé Césaire en Fort-de-France recibió lluvias de casi 77 milímetros (3,03 plg), mientras que las lluvias en otra aldea se midió en casi 100 milímetros (3,94 plg). Los vientos en Martinica fueron de fuerza de tormenta tropical durante el paso del huracán Abby. Sin embargo, las ráfagas de viento en Martinica fueron de 120 kilómetros por hora (74,56 mph), mayor que la que se observó en Santa Lucía. Hubo también daños en carreteras y puentes, principalmente debido a deslizamientos de tierra.
La isla de Dominica también se vio afectada por el huracán Abby.Produjo cerca de 152 milímetros (5,98 plg) de lluvia en la isla. Los vientos también fueron similares a los que se midieron en Barbados. Produjo cerca de $65,000 (1960 USD, $669 mil 2025 USD) en daños en Dominica.
En otros lugares los efectos del huracán fueron limitados. Produjo 41 mm (1,61 plg) de lluvia en la Isla Swan. A pesar de tocar tierra en Belice y casi en Honduras, no se reportó efectos en dichos países o México.
A lo largo de su trayectoria, solo causó alrededor de 600.000 dólares (1960 USD, $6.18 millones 2025 USD) en daños y seis muertes. Debido a los daños en general relativamente leves, el nombre de Abby no fue retirado, por lo que se reutilizó en 1964 y 1968. El nombre de Abby no se ha utilizado desde el cambio en la política de nommenclatura a partir de la temporada de 1979.